# Zwitsers referendum 1877

Het referendum in Zwitserland in 1877 vond plaats op 21 oktober 1877.

## Oktober

### Referenda
Op 21 oktober 1877 werden drie wetten ter stemming voorgelegd in het enige referendum van het jaar. De federale wet op de fabrieken werd goedgekeurd met 181.204 stemmen (51,5%) tegen 170.857 (48,5%). De andere twee wetten werden verworpen. Het ging om de federale wet omtrent de belasting op de militievrijstelling, die werd verworpen met 181.383 stemmen (51,6%) tegen 170.223 (48,5 %), en de federale wet op de politieke rechten, die werd weggestemd met 213.230 stemmen (61,8%) tegen 131.557 (38,2%).

### Resultaten
Federale wet op de fabrieken
| Keuze           | Aantal stemmen | %    |
| --------------- | -------------- | ---- |
| Voor            | 181.204        | 51,5 |
| Tegen           | 170.857        | 48,5 |
| Ongeldig/blanco |                | –    |
| Totaal          | 352.061        | 100  |

Federale wet omtrent de belasting op de militievrijstelling
| Keuze           | Aantal stemmen | %    |
| --------------- | -------------- | ---- |
| Voor            | 170.223        | 48,4 |
| Tegen           | 181.383        | 51,6 |
| Ongeldig/blanco |                | –    |
| Totaal          | 351.606        | 100  |

Federale wet op de politieke rechten
| Keuze           | Aantal stemmen | %    |
| --------------- | -------------- | ---- |
| Voor            | 131.557        | 38,2 |
| Tegen           | 213.230        | 61,8 |
| Ongeldig/blanco |                | –    |
| Totaal          | 344.787        | 100  |